# Опълченец (село)
Опълченец е село в Южна България. То се намира в община Братя Даскалови, област Стара Загора.

## Културни и природни забележителности
В близост се намира естествен карстов извор, наречен Чирпан бунар. Водата извира от подземна пещера, която е била каптирана в миналото и захранвала чешмите в с. Опълченец. През 1911 година е построена православна църква Св. Възнесение Господне.
През 1969 г е построено новото читалище „Светлина“ с библиотека, киносалон, зала и сладкарница. Наследило библиотечен фонд, реквизити за театрални постановки, народни носии от старото читалище, възникнало в началото на 20 век, след войните. С много желание и любов младите хора събират сценарии на сценки, пиеси,импровизират. Развива се художествена самодейност, която е част от живота на всички. Хората развиват таланта си с помощта на учителите в училище Отец Паисий, което е до 8 Сформирана е група за народни песни, която печели много надпявания с околните села.

## Редовни събития
През 1911 г. е построена църквата „Св. Възнесение Господне“. Тя е запазена и до днес, поддържа се и всяка неделя и на празници отваря врати за православните християни. Празник на селото е Свети Спас, 40 дни след Великден.